# Tropico (Computerspiel)
Tropico ist ein Wirtschaftssimulationsspiel und der erste Teil der gleichnamigen Computerspiel-Reihe. Der Spieler übernimmt in diesem ersten Teil der Reihe die Rolle des Staatsoberhauptes einer fiktiven Bananenrepublik in der Ära des Kalten Kriegs. Der Nachfolger Tropico 2: Die Pirateninsel erschien 2003 für Windows und Mac OS.

## Spielablauf
Der Spieler übernimmt die Leitung der Insel „Tropico“ mitten in der Karibik, als Staatschef bzw. Diktator in den 1950er-Jahren. Neben mehreren Szenarios hat der Spieler auch die Möglichkeit zu einem offenen Spiel, bei dem er verschiedene Gegebenheiten vorab festlegt, aufgrund derer der Computer die Insel, die der Spieler während des Spiels stets von oben in vollem Umfang überblickt, dann selbstständig entwirft.
Aufgabe des Spielers ist es als Staatsoberhaupt „El Presidente“ für den Wohlstand und Reichtum des Landes zu sorgen. Nach mehreren Jahrzehnten geht die Herrschaft auf das Ende zu und man kann seine Leistungen noch einmal in mehreren Statistiken begutachten. Eine Besonderheit des Gameplays ist, dass die Bewohner der Insel nicht direkt vom Spieler gesteuert werden können, sondern nur auf vom Spieler gesetzte Anreize reagieren. Der Spieler kann nur den Bau und Abriss von Gebäuden anordnen und deren Betrieb verwalten, ebenso kann er durch Edikte auf die Verhältnisse in Tropico Einfluss nehmen.
Ansonsten verhalten sich die Tropicaner ebenso wie die Touristen völlig selbstständig. Die Tropicaner entscheiden zum Beispiel, welchen Beruf sie ergreifen oder aufgeben, welche Wohnung sie beziehen oder verlassen und wem sie bei Wahlen ihre Stimme geben. Sie haben neben zahlreichen Bedürfnissen auch ein ausgeprägtes Familienleben mit Geburt, Heirat und Tod, außerdem sind Ein- und Auswanderung üblich. Bezogen auf die Untertanen statt auf den vom Spieler verkörperten Staatschef handelt es sich somit bei Tropico auch um Lebenssimulation. Die Zahl der Inselbewohner kann im Laufe der Jahre mehrere Hundert erreichen. Weil vieles – wenn auch nicht immer optimal – automatisch läuft, kann der Einsteiger Tropico spielen, ohne sofort die volle Komplexität der Spielmechanik zu spüren.
Bei Tropico ist das Hauptziel, dem sich alles unterordnet, der Machterhalt. Bei den Szenarien kommt es überdies darauf an, ein bestimmtes Ergebnis an Produktion, Bevölkerungszahl, Glück oder Reichtum zu erzielen. Um nicht aus dem Amt entfernt zu werden, sind eine Vielzahl von sich widersprechenden Interessen in Einklang zu bringen, außerdem wird vom Spieler neben dem politischen Fingerspitzengefühl auch wirtschaftlicher Sachverstand gefordert, um den Staatsetat im Plus zu halten. Da der Bau von Gebäuden seine Zeit dauert, und nach dem Bau zur Entfaltung der vollen Wirkung einige Zeit vergehen muss, ist zudem Vorausplanung gefragt. Während man mit etwas Übung in leichten Schwierigkeitsgraden noch als großer Staatsführer glänzen kann, wird es in den höchsten Schwierigkeitseinstellungen schwierig, den drohenden Machtverlust abzuwenden.
Der Präsident kann zum Beispiel aufgrund einer freien Wahl gegen einen Kandidaten aus dem Volk unterliegen, sofern er die Wahl überhaupt zugelassen und nicht erfolgreich manipuliert hat. Er kann auch durch putschende Soldaten, aufbegehrende Rebellen, durch einen Volksaufstand oder durch Intervention seitens der USA oder Russlands gestürzt werden.
Der hohe Wiederspielwert von Tropico wird durch die Zufallskarten gewährleistet. Zusätzlich lässt sich das Alter Ego unterschiedlich personalisieren, um somit bestimmte Vor- und Nachteile im Spiel festzulegen. In den neueren Teilen der Serie ist es möglich eine Dynastie zu gründen und die neuen Familienmitglieder mit in die nächste Partie zu nehmen. Darüber hinaus haben diese auch Eigenschaften die mit Hilfe des erspielten Schwarzgeld weiter verbessert werden können. Somit ist gerade bei späteren Spielen die Möglichkeit gegeben seine Familienmitglieder in Wichtige Positionen z. B. in der Verwaltung oder Militär zu platzieren was wiederum hilft wenn die Verhältnisse auf der Insel schlecht sind.

## Charaktere
Beim Spielstart kann der Spieler seinen „El Presidente“ selbst definieren oder aus einer vorgefertigten Liste von Anführern auswählen. Darunter sind viele tatsächlich existierende Personen der Zeitgeschichte, die mit der lateinamerikanischen Politik zur Zeit des Kalten Kriegs verbunden sind:
- Che Guevara
- Fidel Castro
- Eva Perón (genannt Evita de Peron im Spiel)
- Hernández Martínez
- Violeta Chamorro
- François Duvalier (genannt „Papa Doc“)
- Juan Perón
- Augusto Pinochet
- António Salazar
- Anastasio Somoza García (genannt Anastasio Somoza Sr.)
- Manuel Noriega
- Alfredo Stroessner
- Rafael Trujillo

Der Pop-Musiker Lou Bega, vor allem bekannt für den Song Mambo No. 5, steht ebenfalls als wählbarer Charakter zur Wahl. Dies war Teil einer Lizenzvereinbarung zur Verwendung eines Bega-Songs in der deutschen Version von Tropico.

## Rezeption
Tropico wurde positiv von der Fachpresse aufgenommen, bei Metacritic.com erhielt es 85 von 100 Punkten.
Christian Sauerteig von PC Action lobte die frischen Ideen, die Wirtschaft und Politik gelungen verknüpfe. Jedoch sei das Spiel auch sehr komplex und vielschichtig, was abschreckend wirken könne. Inhaltlich sei es mit SimCity 3000, Anno 1602 und Holiday Island zu vergleichen. Die Ähnlichkeit zu bestehenden Aufbaustrategien sei für Udo Hoffmann von PC Player auch die größte Schwäche. Sei das Inselregime einmal stabilisiert, böte das Spiel kaum noch Aufregendes. Rüdiger Steidle hingegen lobte die hohe Spielvielfalt in Bezug, wie sich der Inselstaat entwickeln könne, je nach Spielweise. GameStar verlieh einen Gold-Award.
Tropico verkaufte sich auch unerwartet häufig für ein Strategiespiel.